# Oberlichtenau (Lichtenau)
Oberlichtenau ist ein Ortsteil der sächsischen Gemeinde Lichtenau im Landkreis Mittelsachsen. Am 1. Januar 1994 wurden die Gemeinden Oberlichtenau und Niederlichtenau zur Gemeinde Lichtenau zusammengelegt. Diese wurde am 1. Januar 1999 mit den Gemeinden Ottendorf und Auerswalde zu einer neuen Gemeinde zusammengelegt, die zuerst Auerswalde hieß und am 11. September 2000 in Lichtenau umbenannt wurde.
Oberlichtenau ist überregional bekannt durch den im Jahr 2006 eröffneten Sonnenland- Erlebnispark Lichtenau.

## Geographie

### Lage
Oberlichtenau liegt im Süden der Gemeinde Lichtenau. Die Bebauung geht im Westen und Osten nahtlos in die Nachbarorte Auerswalde und Niederlichtenau über. Der durch den Ort fließende Bach mündet in Niederlichtenau in die Zschopau.

### Nachbarorte
|            | Ottendorf                                   |                 |
| Auerswalde | Kompassrose, die auf Nachbargemeinden zeigt | Niederlichtenau |
|            | Ebersdorf                                   |                 |

## Geschichte

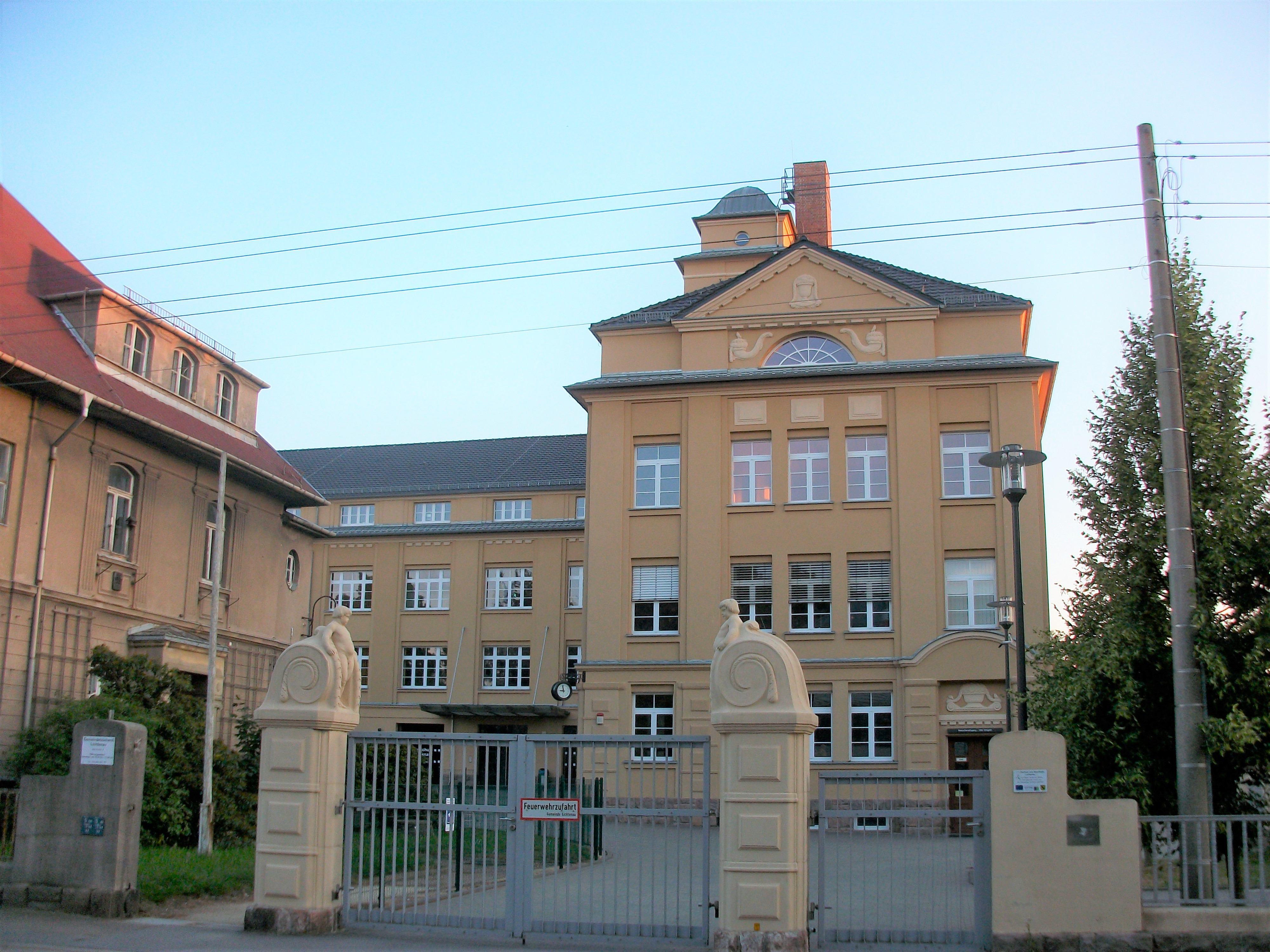
Oberschule Lichtenau in Oberlichtenau (ehemalige Textilfabrik)

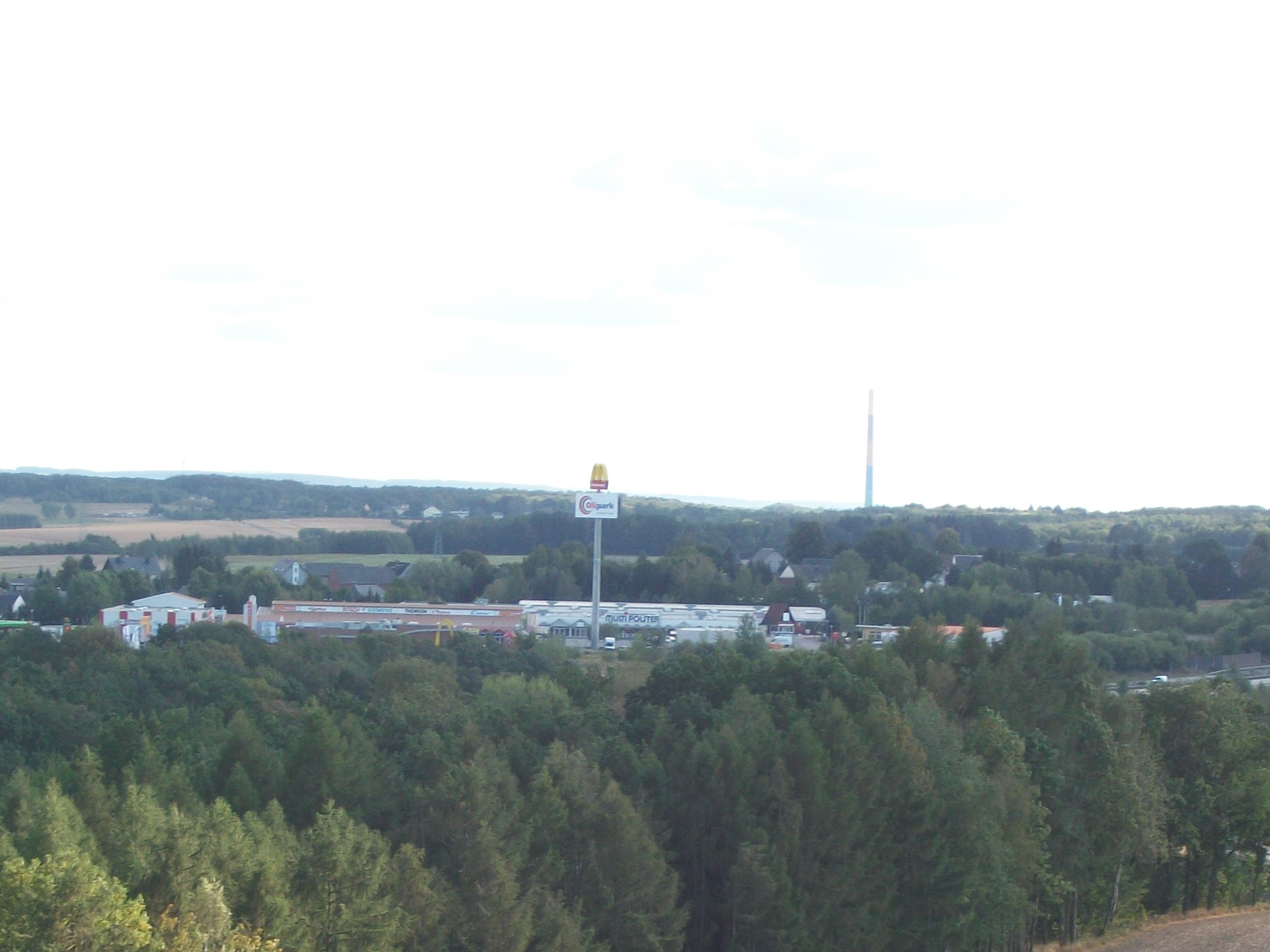
Oli-Park Oberlichtenau und Chemnitzer Esse

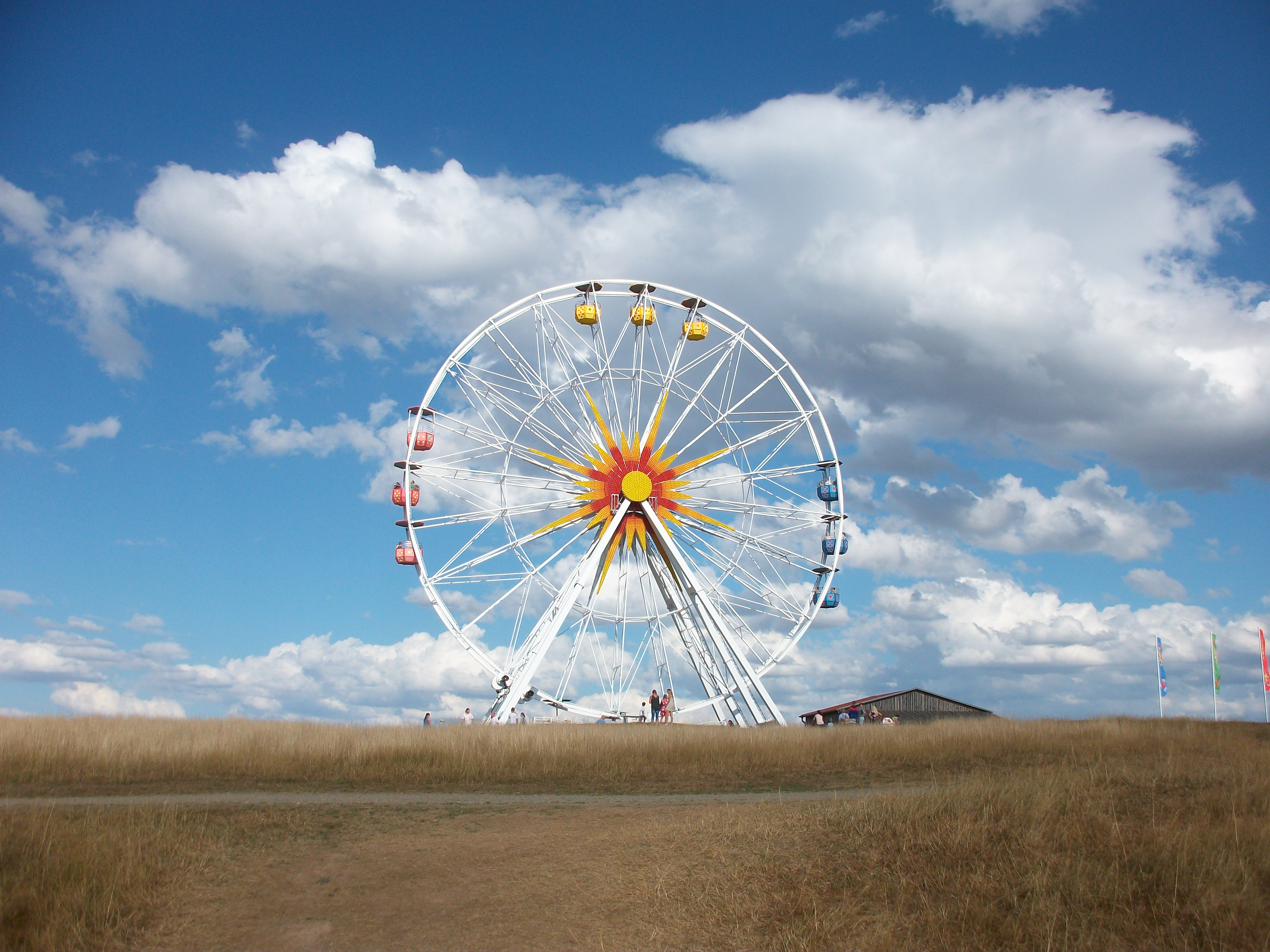
Sonnenlandpark Lichtenau, Riesenrad

Die systematische Besiedlung von Lichtenau setzte um 1143 ein. Die Dörfer Ober- und Niederlichtenau wurden im Jahr 1350 erstmals im Urkundenbuch Friedrich des Strengen als in Lichtenow superiore und in Lichtenow inferiore erwähnt. Zur gleichen Zeit wurde der Ort Ebershain genannt, welcher vermutlich um 1430 durch herumziehende Hussiten verwüstet wurde. Die genaue Lage der Wüstung ist unbekannt. Oberlichtenau unterstand der Grundherrschaft des Ritterguts Lichtenwalde im kursächsischen Amt Lichtenwalde, das ab 1696 durch das kursächsische Amt Frankenberg-Sachsenburg und ab 1783 durch das kursächsische bzw. spätere königlich-sächsische Amt Augustusburg verwaltet wurde. Kirchlich gehört der Ort zur Kirchgemeinde Niederlichtenau.
Nach dem Ende der sächsischen Ämterverfassung 1856 lag Oberlichtenau im Zuständigkeitsbereich des Gerichtsamtes Frankenberg. Ab 1875 gehörte die Gemeinde Oberlichtenau zur Amtshauptmannschaft Flöha und ab 1933 zur Amtshauptmannschaft Chemnitz. Im Jahre 1832 wurde die Landstraße Chemnitz–Mittweida über Oberlichtenau fertig gestellt. Mit der Eröffnung der Bahnstrecke Riesa–Chemnitz erhielt Oberlichtenau am 1. September 1852 einen Bahnhof an der Ortsgrenze zu Auerswalde, der 1905 einen Fußgängerübergang erhielt. Im Stationsgebäude wurde am 1. Mai 1872 das Postamt Oberlichtenau als Postagentur eingerichtet. 
In Oberlichtenau wurde 1896 das Werk Drogen und Farben Th.Böhme gegründet, das spätere Lack- und Cirene-Werk. Um 1930 hieß dieses Werk H.Th.Böhme A.G.
1898 erfolgte der Bau eines Postgebäudes und 1899 die Eröffnung einer Strick- und Wirkwarenfabrik durch Anna und Franz Klingner, welche vor dem Zweiten Weltkrieg überwiegend Strick- und Wirkwaren für die Bevölkerung produzierte. Seit 1925 besitzt die Gemeinde Oberlichtenau eine Freiwillige Feuerwehr. Im Jahr 1937 erfolgte die Fertigstellung des über Oberlichtenauer Flur führenden Abschnitts der heutigen Bundesautobahn 4. Die Strick- und Wirkwarenfabrik produzierte ab 1939 als Heereslieferant fast ausschließlich Socken, Untertrikotagen und Handschuhen für die Wehrmacht.
Zwischen dem 15. und 26. April 1945 war Oberlichtenau kurzzeitig von amerikanischen Truppen besetzt, bis am 7./8. Mai 1945 sowjetische Truppen die Verwaltung übernahmen. Nachdem die Strick- und Wirkwarenfabrik im Jahr 1945 beschlagnahmt wurde, erfolgte 1964 die Enteignung. Die Fabrik firmierte bis 1948 als „VEB Oberlichtenauer Strickwarenfabrik“, ab 1949 als „Olis Strumpfwerke“ unter zentraler Leitung der VVB „Trikot“. Ab 1952 gehörte sie zum Chemnitzer „Venus-Werk“ innerhalb des VVB „Trikot“ (Firma: „Venus-Werke Chemnitz, VVB Trikot, Werk Oberlichtenau“), 1953 erfolgte die Zuordnung zum „Idealwerk“ in Chemnitz, ab 1956 hieß die Fabrik dann „VEB Trikotex Olis Strickwarenfabrik“, ab 1957 „Trikotagenwerk Trikotex Wittgensdorf, VVB Industriezweigleitung Trikot, Produktionsbereich IV, Oberlichtenau“. In Oberlichtenau wurden nun überwiegend Untertrikotagen hergestellt, ab 1976 umfasste der Betrieb auch die benachbarte Trikotagenfabrik Herold. Im Jahr 1988 begann die „Gestattungsproduktion“ für die Firma Schiesser. Nach 1989/90 erfolgte die Modernisierung der Produktionsmaschinen und die Übernahme durch die Schiesser A.G., bevor im Jahr 1993 der Betrieb endgültig eingestellt wurde. Durch die zweite Kreisreform in der DDR kam die Gemeinde Oberlichtenau am 25. Juli 1952 zunächst zum Kreis Flöha, sie wurde jedoch am 4. Dezember 1952 dem Kreis Chemnitz-Land im Bezirk Chemnitz (1953 in Kreis Karl-Marx-Stadt-Land und Bezirk Karl-Marx-Stadt umbenannt) angegliedert. Nördlich von Oberlichtenau verlief die Grenze zum Kreis Hainichen.
Im Jahr 1990 kam die Gemeinde Oberlichtenau zum sächsischen Landkreis Chemnitz. Nach dessen Auflösung gehörte der Ort seit 1994 zum Landkreis Mittweida, der 2008 im Landkreis Mittelsachsen aufging. Die Gemeinden Oberlichtenau und Niederlichtenau (mit dem Ortsteil Merzdorf) schlossen sich am 1. Januar 1994 zur Gemeinde Lichtenau zusammen. Im Zuge der Gemeindegebietsreform in Sachsen wurden 1999 die Gemeinden Auerswalde, Lichtenau und Ottendorf zu einer neuen Gemeinde vereinigt, deren Name erst am 28. Mai 2000 durch einen Bürgerentscheid als „Lichtenau“ festgelegt wurde, hierfür entschieden sich 51 % der Abstimmungsberechtigten. Seit 1991 befindet sich der Einkaufspark Oli-Park direkt an der Autobahn-Anschlussstelle Chemnitz-Ost in Oberlichtenau. Im Juni 2006 eröffnete auf einem 26,5 Hektar großen Areal zwischen der A 4 und der S 200 nach Mittweida der Sonnenland- Erlebnispark Lichtenau. Weithin sichtbares Wahrzeichen ist das große Riesenrad am Rand des Parks. Die ehemalige Textilfabrik in Oberlichtenau wurde zwischen 2009 und 2011 zur Mittelschule umgebaut, die heute den Namen Oberschule Lichtenau trägt.

## Verkehr

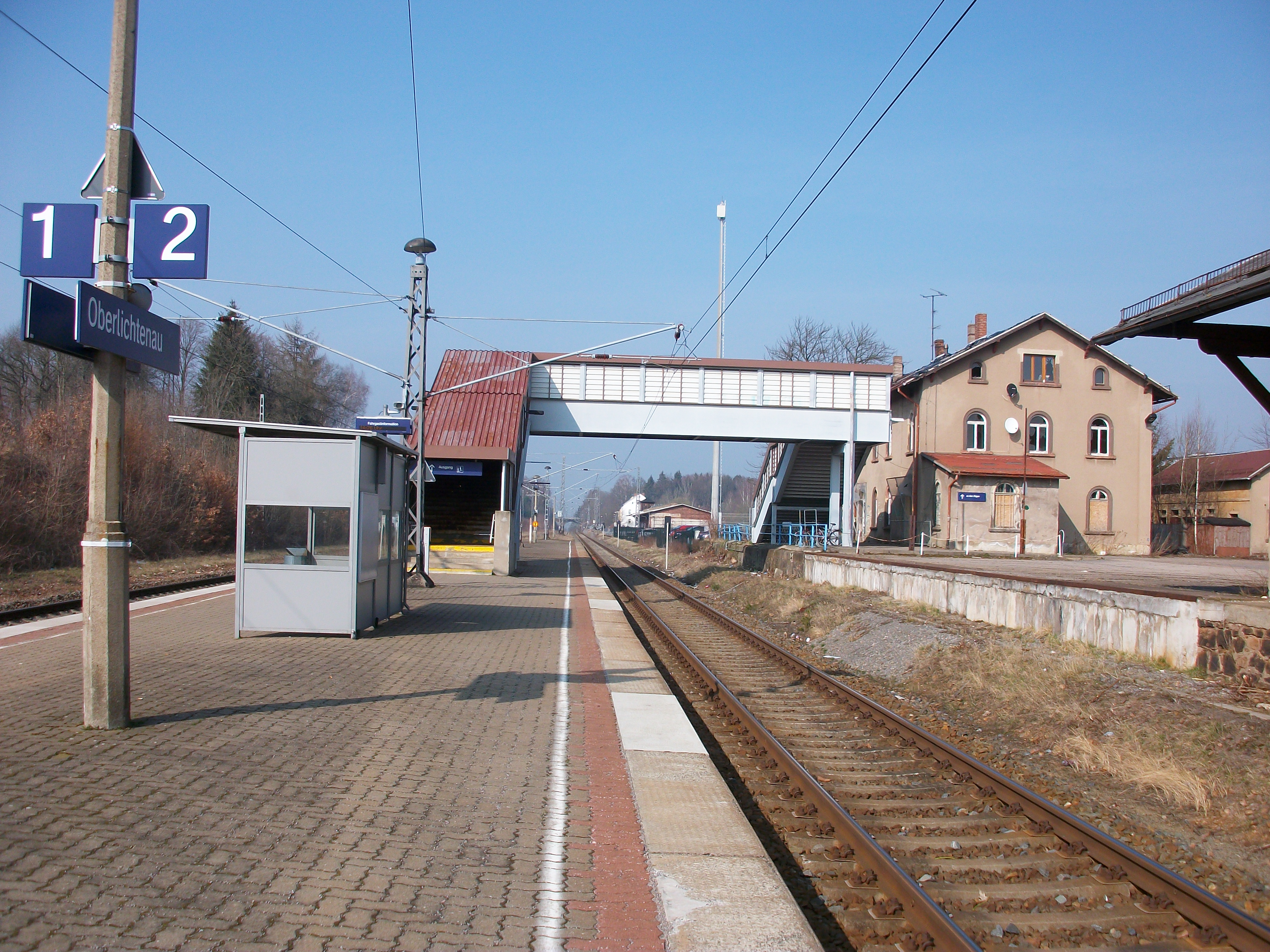
Haltepunkt Oberlichtenau vor dem Abriss des Empfangsgebäudes (2016)

Durch Oberlichtenau führt die Bundesautobahn 4, deren Anschlussstelle Chemnitz-Ost sich auf Oberlichtenauer Flur befindet. Dort wird sie von der S 200 (Chemnitz–Mittweida) gekreuzt.
Im Westen von Oberlichtenau verläuft die Bahnstrecke Riesa–Chemnitz, an der Oberlichtenau einen Haltepunkt besitzt. Mit der Einführung des Chemnitzer Modells halten am Haltepunkt Oberlichtenau nur noch die Züge der City-Bahn Chemnitz der Linie C14 Mittweida–Chemnitz–Thalheim.

## Sehenswürdigkeiten
- Sonnenland- Erlebnispark Lichtenau, u. a. mit Riesenrad, Indoor-Spielplatz, Deutschlands höchstem Rutschenturm, Wellenflieger, Kletterparadies und Streichelzoo